# Tanya Neufeldt
Tanya Neufeldt (* 13. Juli 1972 in Köln) ist eine deutsche Schauspielerin und Autorin. Sie hat drei jüngere Geschwister und wuchs in Bonn, Paris und Connecticut (U.S.A) auf.

## Leben
Nach dem Abitur studierte sie drei Jahre Schauspiel an der Schauspielschule Maria Körbers in Berlin. Für die Ausbildung bekam sie ein Stipendium der Günther-Neumann-Stiftung Berlin für Musicalbegabung mit Schwerpunkt Gesang. 1997 spielte Neufeldt in der Inszenierung Lila von Stefan Bachmann am Schauspielhaus in Wien. Ab September desselben Jahres war sie in der RTL-Serie Hinter Gittern – Der Frauenknast in der Rolle der wegen Drogenhandels verurteilten Katrin Tornow zu sehen. Bis August 1998 trat sie in 22 Folgen der Serie auf. Ein Jahr später kehrte sie für weitere sechs Episoden zurück. Von 2000 bis Ende 2002 ermittelte sie in 65 Folgen als Kommissarin Renee Engels in der RTL-Serie Die Wache, was ihr eine Nominierung für den Bambi-Zuschauerpreis einbrachte. 2002 trat sie für acht Wochen im Theaterstück Ein Traum von Hochzeit auf der Bühne der Komödie Köln auf.
Seit 2003 hatte sie Episodenhauptrollen in den ZDF-Serien SOKO Leipzig, Papa ist der Beste und Alles über Anna, und sie drehte Filme wie Vier Meerjungfrauen unter der Regie von Uli Zrenner. 2005 war sie die Partnerin von Ralf Schmitz in der Sketchreihe Schmitz, komm raus (Sat.1), die  für den Comedypreis 2006 nominiert wurde. Danach folgte eine Rolle für die Sat.1-Comedyserie Sketch News an der Seite von Axel Stein. Zuletzt hatte Neufeldt Gastrollen in den Serien Danni Lowinski (Sat.1) sowie Alles Klara (ARD).
Seit Oktober 2012 betreibt Tanya Neufeldt den Internet-Blog Lucie Marshall, in dem sie episodenhaft über das Muttersein schreibt. Für die Tageszeitung taz arbeitet sie seit 2013 als Kolumnistin zum gleichen Thema. Seit Juni 2015 ist sie Kolumnistin der Frauenzeitschrift Freundin. Ihr Buch „Lucie Marshall - Auf High Heels in den Kreißsaal“ erschien im September 2015 bei Goldmann Verlag.
Tanya Neufeldt ist verheiratet und seit 2009 Mutter eines Sohnes. Sie lebt in Berlin und London.

## Theater
- 1996: Dresden Projekt „Vom Mütterlein“
- 1996: Schauspielhaus Wien „Lila“
- 2002: Theater am Dom in Köln „Ein Traum vom Hochzeit“

## Filmografie
- 1997: Ein starkes Team
- 1997: OP ruft Dr. Bruckner
- 1997: Männer sind was Wunderbares
- 1997: Benzin im Blut
- 1997–1998: Hinter Gittern – Der Frauenknast
- 1998: Die Straßen von Berlin
- 1998: Der Träumer und das wilde Mädchen
- 1999: Hinter Gittern – Der Frauenknast
- 1999: Im Namen des Gesetzes
- 1999: Küstenwache
- 1999: HeliCops – Einsatz über Berlin
- 2000: Zwei fremde Augen
- 2000–2002: Die Wache
- 2001: Im Namen des Gesetzes
- 2003: SOKO Köln
- 2003: Mein Leben & Ich
- 2003: In aller Freundschaft
- 2003: Die letzte Vorstellung
- 2004: SOKO Leipzig
- 2004: Der letzte Zeuge
- 2004: Halt durch Paul
- 2005: Sex und mehr
- 2005: Schmitz komm raus
- 2005: Im Namen des Gesetzes
- 2005: Feuer und Flamme
- 2006: SOKO 5113
- 2006: Alles über Anna
- 2007: Kinder, Kinder – Von Kiffern und Karaoke
- 2007: Sketchnews
- 2008: Mord mit Aussicht
- 2010: Danni Lowinski
- 2011: Alles Klara
- 2012: Wir müssen los
- 2013: SOKO Köln